# Otterfing
Otterfing is een plaats in de Duitse deelstaat Beieren, en maakt deel uit van het Landkreis Miesbach.
Otterfing telt 4.825 inwoners.